# Sint-Walburgakerk (Maastricht)
De Sint-Walburgakerk is een kerkgebouw in de buurt Amby in het oosten van de Nederlandse stad Maastricht. De kerk (en haar voorgangers) doet al eeuwenlang dienst als kerkgebouw van de rooms-katholieke parochie van de Heilige Walburga in het voormalige dorp Amby. De neogotische kerk uit 1867 is een gemeentelijk monument en bezit een aantal waardevolle kunstschatten.

## Geschiedenis

### Voorganger(s) huidige kerk
Waarschijnlijk is de huidige kerk van Amby de tweede of derde op deze plaats. Wanneer de eerste kerk gebouwd werd, is niet te achterhalen; wel is zeker dat de voorgangers van de huidige kerk iets zuidelijker gelegen waren. Waar de verering voor de Engelse abdis Walburga vandaan komt, is niet bekend; wel dat van de slechts drie Walburga- of Walburgiskerken van Nederland, die van Amby het oudst is.

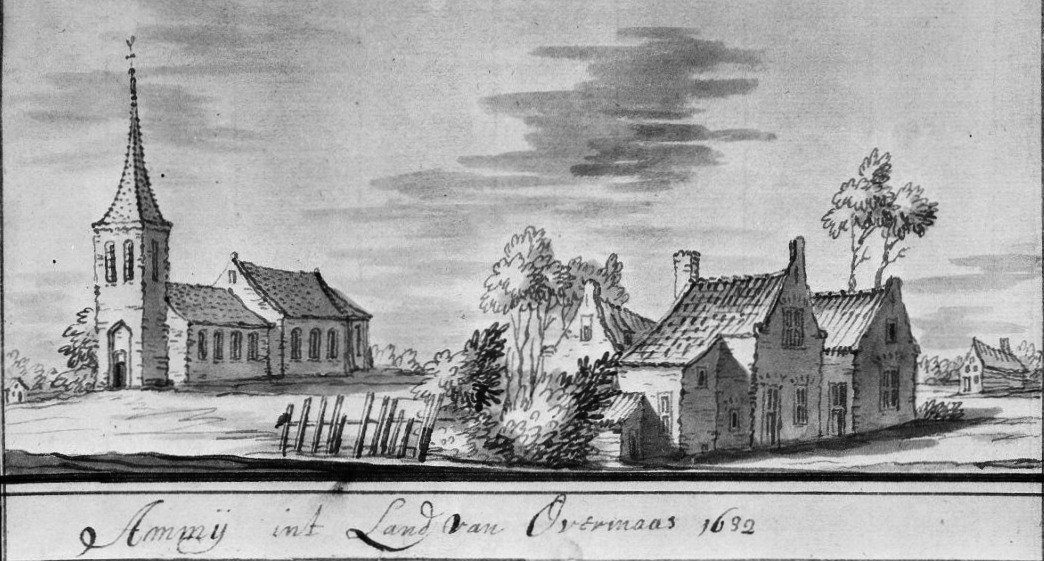
Gezicht op Amby (1632)

De kapel van Amby werd in 1145 voor het eerst vermeld bij de bezittingen van de proosdij van Meerssen. Later verkregen de heren van Valkenburg het voogdijschap over de Meerssense proosdij en ging Amby tot het land van Valkenburg behoren, ofschoon ook het Maastrichtse kapittel van Sint-Servaas er tiendrecht bezat. In 1498 had er een kerkwijding plaats in Amby. In 1609 werd de kapel parochiekerk.
De oudste afbeelding dateert uit 1632, het jaar van het Beleg van Maastricht (1632), toen nabij Amby een bloedige strijd werd uitgevochten. Op de anonieme tekening is te zien dat de kerk bestond uit een ongelede toren met een hoge, ingesnoerde spits, een laag schip van drie traveeën, een daarop aansluitend hogere en bredere uitbreiding van het schip met drie traveeën en een kleine, halfronde(?) apsis.
Na het Partagetraktaat van 1661 werd Amby definitief Staats en moest de kerk ontdaan worden van "paapse afgoderijen". Uit een visitatieverslag van 1673 blijkt dat daaraan geen gehoor was gegeven: de naamdag van de kerkpatrones Walburga, 25 februari, werd nog steeds gevierd, Petrus Hex was voorlopig aangesteld tot pastoor, Matthias Boss was koster, er waren tachtig communicanten, maar voor de catechismusles moest men naar Limmel.
Een 19e-eeuwse aquarel, waarop de kerk van Amby is afgebeeld, wijkt aanzienlijk af van de eerdergenoemde 17e-eeuwse tekening. Daaruit kan worden afgeleid dat de kerk in de tussentijd vernieuwd is, wellicht in de 18e eeuw. De omstreeks 1865 gesloopte kerk had een rechthoekig schip met een dakruiter op de westgevel en een smaller, rechtgesloten koor. Het onderste muurwerk bestond waarschijnlijk uit breuksteen met onder andere vuursteen en Romeinse spolia, waaruit geconcludeerd zou kunnen worden dat deze kerk op vroeg-middeleeuwse funderingen was gebouwd.
Uit aantekeningen van pastoor Egidius Royen in 1725 blijkt dat de inkomsten van de kerk door de Staatsen in beslag waren genomen. Er waren zestig communicanten en één "ketter". In de Franse tijd (tot 1851) vormde Amby samen met Bemelen één parochie met ca. 440 zielen.

### Bouw en ontwikkeling van de huidige kerk
De huidige kerk van Amby is gebouwd vanaf 1866 naar een ontwerp van de van oorsprong Duitse architect Carl Weber. Belangrijkste weldoenster was mevrouw Schoenmaeckers-de Rosen, woonachtig op de Withuishof. Zij kreeg in ruil voor haar giften een privé-bidplaats in de kerk en een familiegrafkelder.
De kerk werd in 1927 vergroot door Caspar Franssen (koor en transept) en opnieuw in 1956-57 door de Maastrichtse architect Willem Sandhövel (zijbeuken). Toren en kerkinterieur zijn in 1995 gerestaureerd, waarbij het neogotische interieur in heldere pastelkleuren werd geschilderd. Het plafond met ribgewelven is bruin-rood geschilderd, de ribben bleven wit.

## Beschrijving

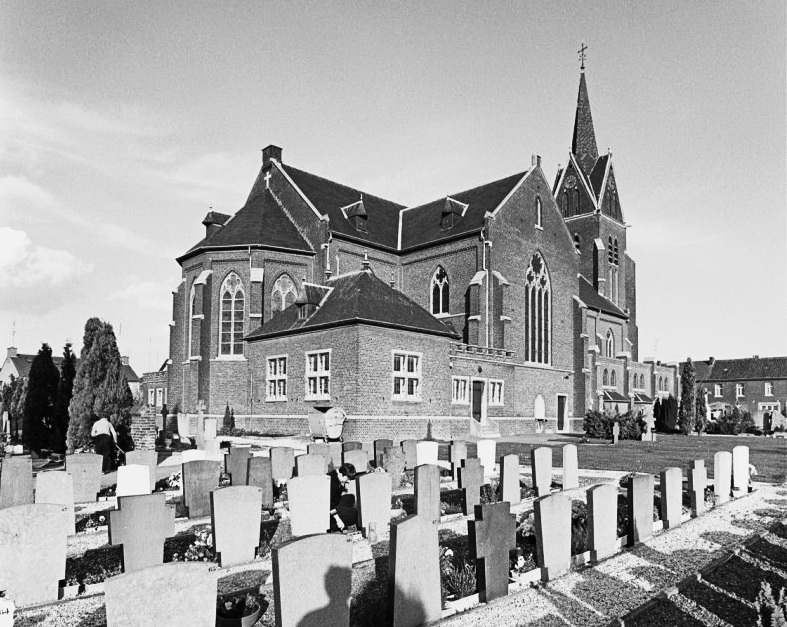
Kerk en kerkhof in 1981

### Exterieur
De huidige parochiekerk van Amby heeft het uiterlijk van een neogotische kruisbasiliek met een hoge, spitse kerktoren, die veel smaller is dan het schip. De gelede toren eindigt in vier puntgevels met zadeldaken, waarop een vierzijdige naaldspits met een torenkruis en een windhaan is geplaatst. De georiënteerde kerk met haar ranke westtoren domineert de kruising Ambyerstraat-Marathonweg. De zijbeuken zijn aanzienlijk lager dan het middenschip en het transept. Aan weerszijden van het priesterkoor bevinden zich paviljoenachtige aanbouwsels waarin de sacristie en andere utilitaire ruimten zijn ondergebracht. De kerk is opgetrokken in baksteen en gedekt met leien. Het gebouw staat op de gemeentelijke monumentenlijst.

### Begraafplaats
Rondom de kerk bevinden zich op het kerkhof zeventien hardstenen grafzerken, die bescherming genieten als rijksmonument, waarvan één met 16e-eeuws fractuurschrift en twee met rocaille-versieringen uit de eerste helft van de 18e eeuw. De meeste beschermde zerken zijn 19e-eeuws, onder anderen van de families Schoenmaeckers en Van Slijpe. In de kerk zelf bevinden zich twee zerken uit 1835 en 1842. Verder bevinden zich op de begraafplaats een tweetal oorlogsmonumenten voor de gevallenen in de Tweede Wereldoorlog en een gedachtenissteen voor een omgekomen soldaat uit Amby in Bosnië (1993).

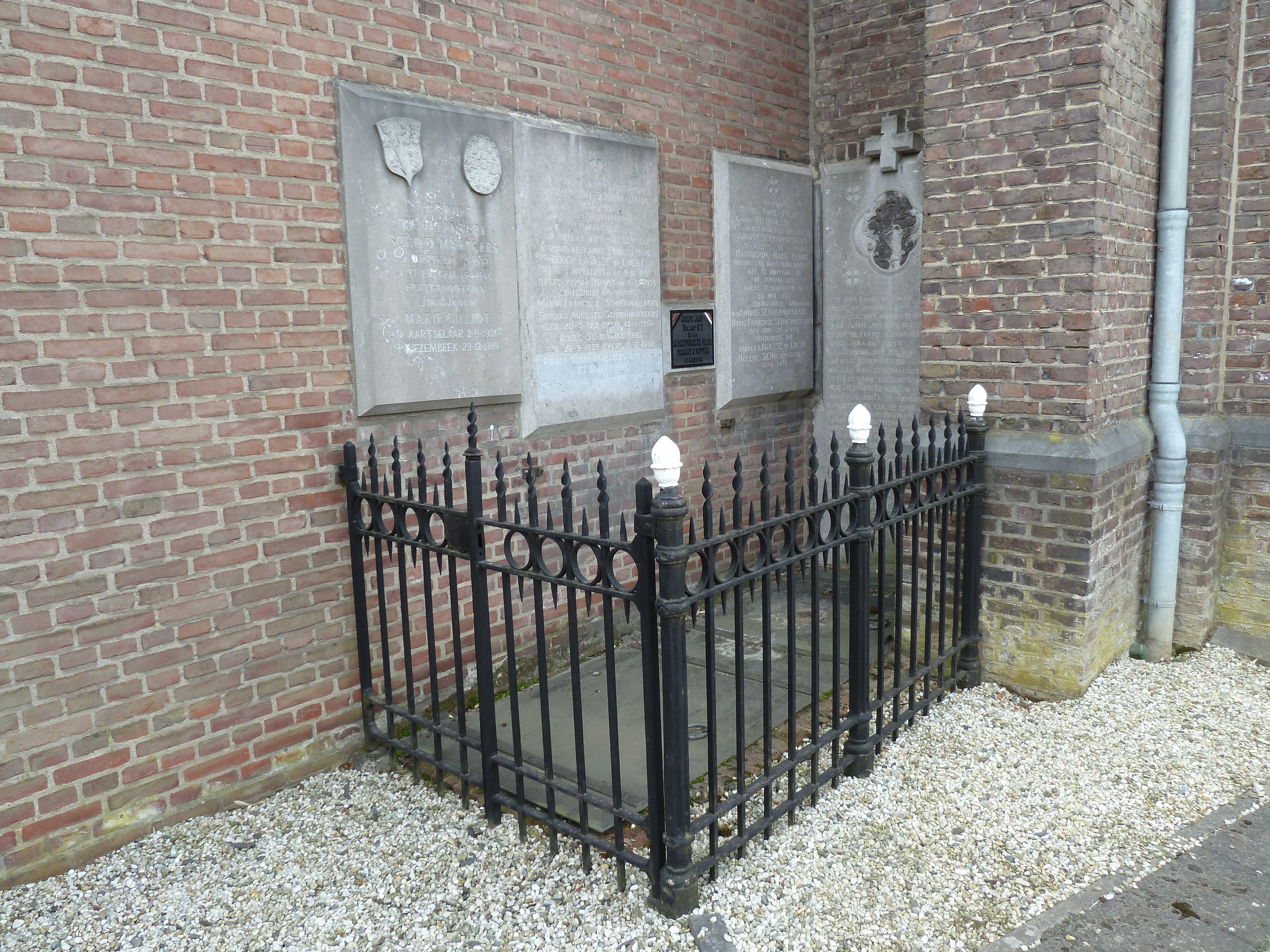
Grafstenen familie Schoenmaeckers
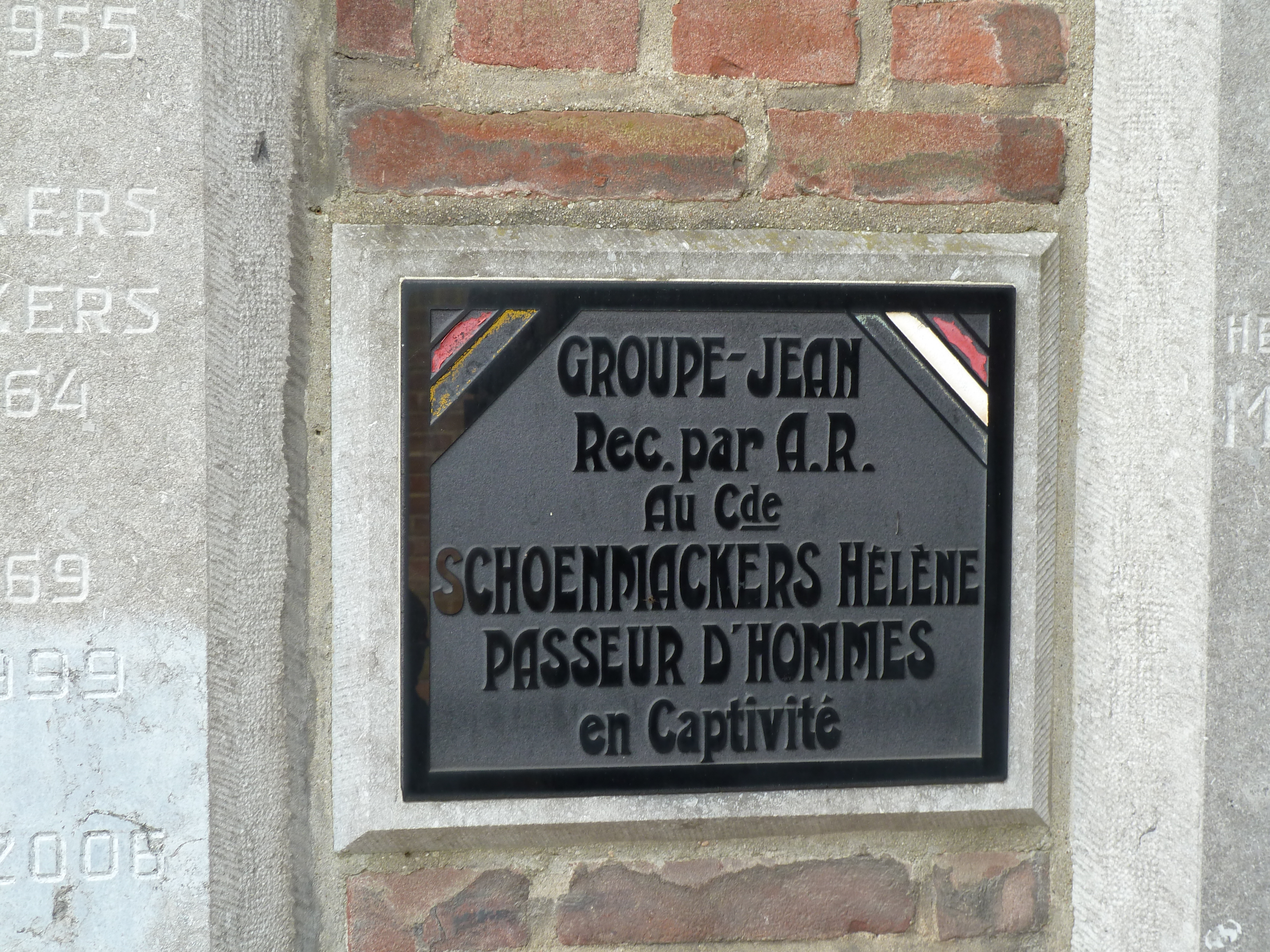
Gedenkteken Hélène Schoenmaeckers
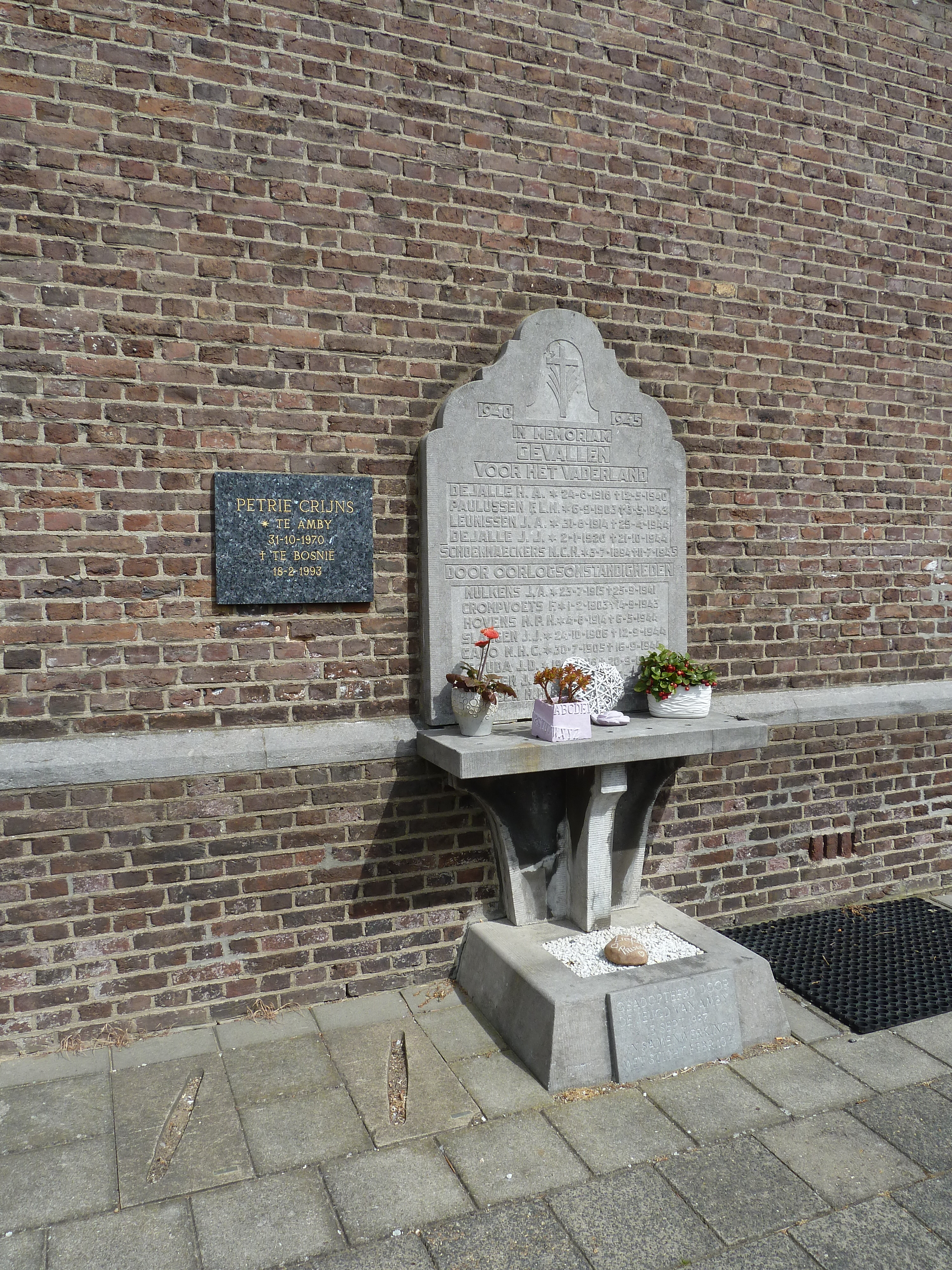
Oorlogsgedenkteken
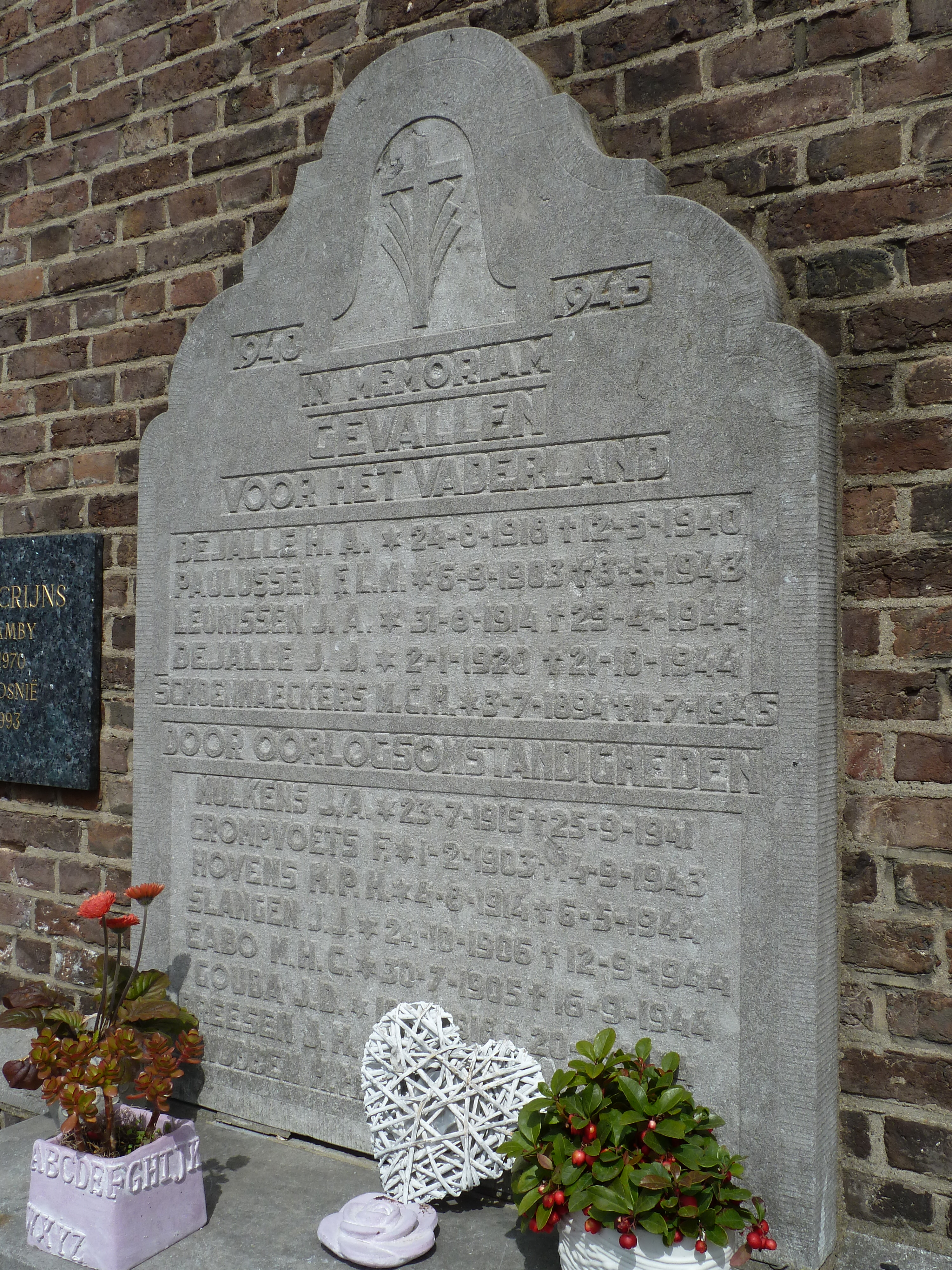
Detail gedenkteken

### Interieur

#### Ruimtelijke indeling, glas-in-loodramen
De Sint-Walburgakerk is een ruime driebeukige kruisbasiliek met een transept en een priesterkoor. De kerk heeft een breed middenschip. Het koor eindigt in een zevenhoekige apsis, waarin het hoofdaltaar is geplaatst.
De Sint-Walburgakerk telt ongeveer 35 glas-in-loodramen, de meeste met gebrandschilderd glas. Van geen enkel raam is de naam van de kunstenaar bekend. Fraai uitgevoerd zijn de ramen met episodes uit het leven van Walburga (ca. 1900) en een serie over de Litanie van Loreto (1904) en Christussymbolen (1905). De ramen met de vier evangelisten zijn afkomstig uit de kapel van het voormalige Henric van Veldekecollege in Maastricht.

#### Orgel, meubilair en kunstvoorwerpen
In 1851 bevond zich een eenmanuaals orgel in de kerk. Dit werd in 1906 vervangen door een nieuw tweemanuaals orgel van de firma Nöhren uit Tegelen. In 1985 plaatste Verschueren Orgelbouw uit Tongeren (B) het huidige orgel.
Het doopvont dateert uit de bouwtijd van de kerk. De kerk bezit een aantal heiligenbeelden, onder andere een 18e-eeuws houten beeld van de Heilige Walburga, dat op feestdagen gekroond wordt met een vroeg-19e-eeuwse zilveren kroon. De koperen zestienarmige lichtkroon in het middenschip dateert uit de 17e eeuw en is, blijkens een inscriptie in 1866 geschonken door Petrus Regout.
Van het liturgisch vaatwerk kunnen genoemd worden een kleine zilveren stralenmonstrans met koperen voet uit de 17e eeuw, een zilveren miskelk met parelrandjes (Maastrichts zilver, gemerkt, 18e eeuw), een eenvoudige verzilverd koperen kelk uit de 18e eeuw, een moderne reliekhouder op een 18e-eeuwse koperen voet, en acht koperen kandelaars uit het begin van de 19e eeuw.
Van de paramenten zijn van belang: een witzijden geborduurde koorkap uit de 18e eeuw, samengesteld uit verschillende stoffen met bloemranken, vogels en vlinders, en een laat-18e-eeuws witzijden beschilderd driestel (liturgische gewaden voor priester, diaken en subdiaken).